# Ramon Folc I van Cardona
Ramon Folc I van Cardona (? – Maldà, 1086) werd per koninklijk besluit de eerste burggraaf van Cardona in Catalonië.
Hij is de zoon van Folc I van Osona, de laatste burggraaf van Osona en van Guisla van Sant Martí en een tijdgenoot van Raymond Berengarius I van Barcelona en van zijn zoons Raymond II en Berenguer II. Hij vestigde zich in het kasteel van Cardona en nam van toen af de naam van Cardona. Toen Ramon II in 1082 overleed, heeft Ramon Folc zich tegen diens opvolger Berenguer II verzet, ondanks het feit dat hij voordien, samen met Berenguer II in Zaragoza tegen de Saracenen en Rodrigo Díaz de Vivar, bijgenaamd El Cid, gevochten had.
Hij huwde Ermessenda van Cardona die in 1090 overleden is, waarna de titel op haar zoon Bernat Amat van Cardona overging. Verder had hij nog twee kinderen, Bermon II (overleden in 1086) en Guisla
Hij is gestorven in 1086 tijdens een Saraceense aanval op het kasteel van Maldà nabij Urgell.